# 創世紀 (海頓)
《創世紀》（德語：Die Schöpfung），目錄21之2，是约瑟夫·海顿的神劇作品。取材自《聖經》故事，全劇共分三段，第一段講述第一至四天，第二段份講述第五、第六天，第三段則是描寫亞當（男低音）與夏娃（女高音）歌頌讚美上帝。
海頓除了運用合唱團與管弦樂團之外，還安排獨唱家。每一天的結束都有相當精彩的合唱樂段。

## 背景
海頓曾在1791年—1792年期間，以及1794年—1795年期間訪英，他在當地聆聽了大型樂隊所演奏的韓德爾神劇作品（如《以色列人在埃及》）。這次經歷可能對他有所啟發，使海頓著手構思一部同等規模的作品。在作曲技法、音樂語言等層面，《創世紀》隱然有著韓德爾的影響。

## 外部連結
- 《創世紀》：国际乐谱典藏计划上的乐谱